# Église Saint-Pierre de Villons-les-Buissons
L'église Saint-Pierre de Villons-les-Buissons est une église catholique située à Villons-les-Buissons, en France.

## Localisation
L'église est située dans le département français du Calvados, sur la commune de Villons-les-Buissons, au lieu-dit les Buissons. 

## Historique
L'édifice actuel date en partie du XIIIe et du XIVe pour ses parties inscrites, cependant un autre bâtiment devait exister dès le XIIe.
La nef date dans son état actuel de la fin du XVe ou du XVIe selon Arcisse de Caumont, avec remploi d'éléments anciens d'un portail roman.
Le clocher est difficilement datable du fait de son originalité mais Arcisse de Caumont en propose une date « pas au-delà du XVe s ».
Des réparations ont eu lieu dans le chœur à une époque indéterminée par Arcisse de Caumont.
L'édifice est inscrit au titre des monuments historiques en partie car le chœur et le clocher le sont le 12 avril 1927.
La patronage appartenait au duc de Normandie.

## Architecture
Sur l'un des contreforts au sud de l'édifice, on trouve deux cadrans solaires, datés de 1774 et de 1804, superposés sur la même pierre.
Un clocher octogonal très original est situé dans l'église. Une tour « à pans inégaux » est placée entre la nef et le chœur.

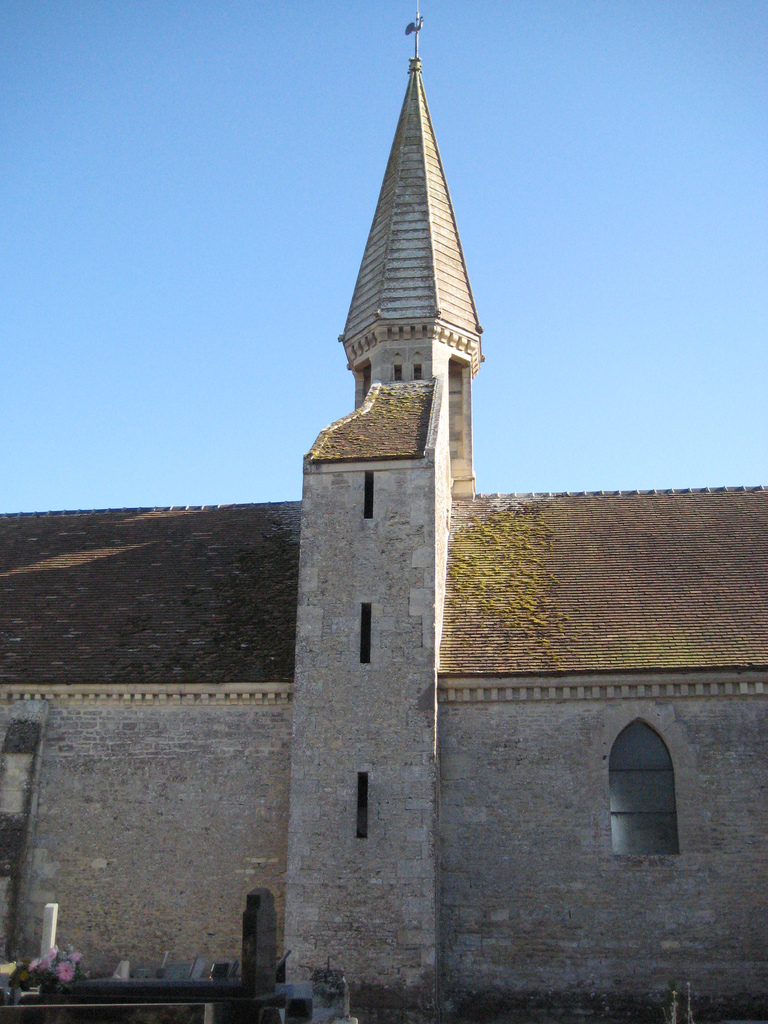
Le clocher.
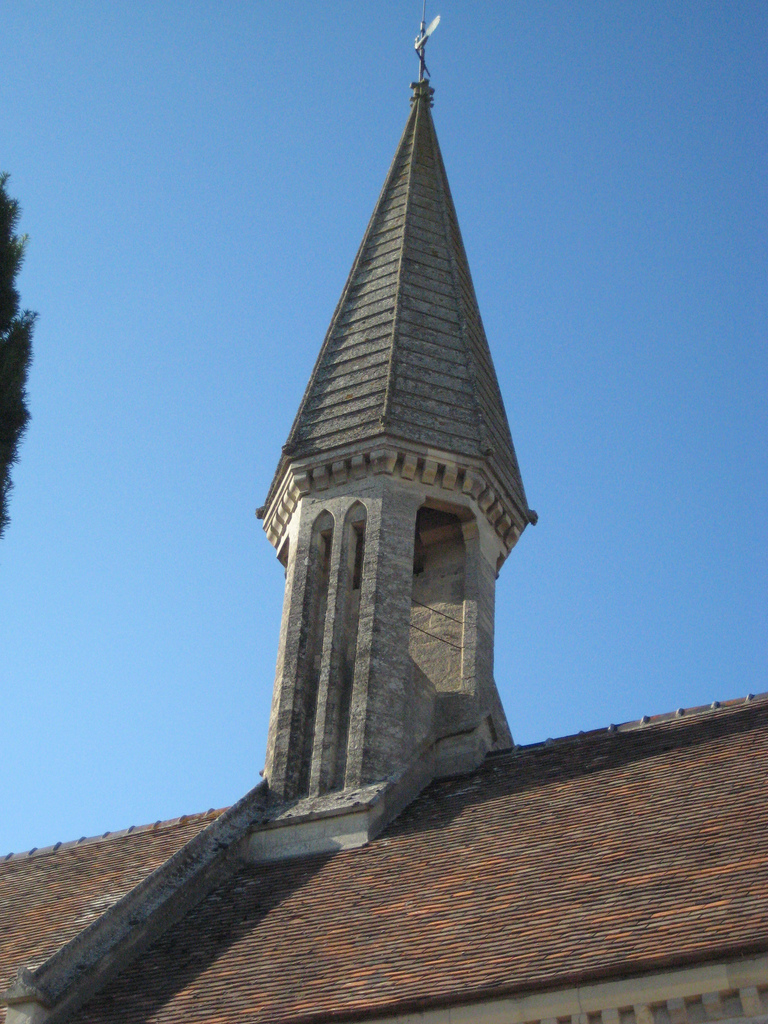
Détail du clocher.
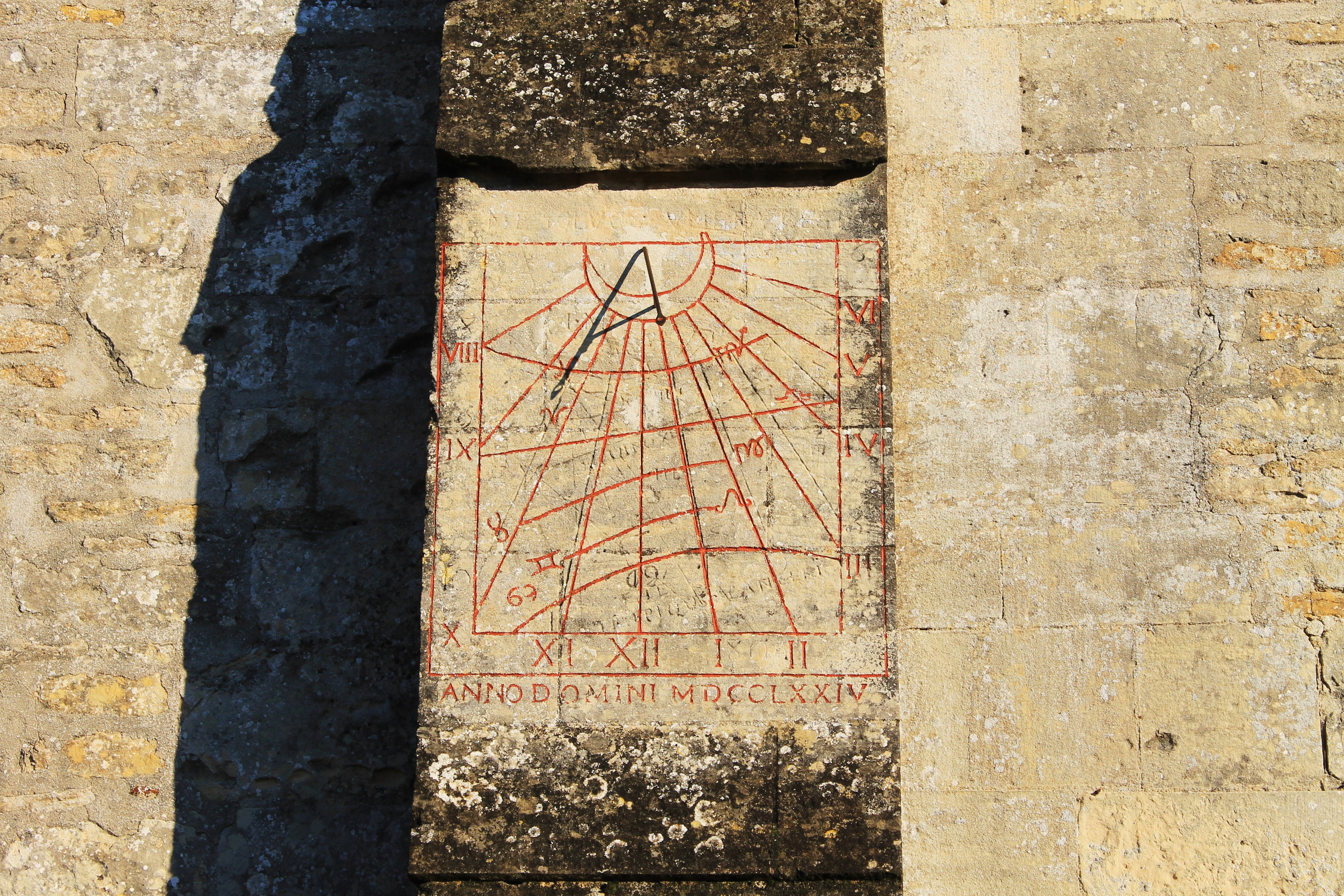
Cadran solaire.
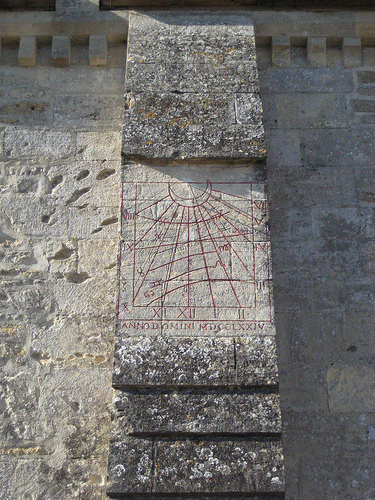
Cadran solaire.